# Vicenta Agustín i Espert
Vicenta Agustín i Espert (Bunyol o València, 1907 o 1912 – Cornellà de Llobregat, 2009), també esmentada en documents oficials com a Vicenta Agustí o Vicenta Agustín i Expert, fon una obrera, activista antifeixista i política catalanovalenciana. Desenvolupà tota la seua trajectòria laboral, social i política a Cornellà de Llobregat, ciutat en la qual esdevingué la primera dona regidora de la ciutat, en representació del Partit Socialista Unificat de Catalunya (PSUC), entre el 1938 i el 1939.
Reeixí pels seus ideals feministes, en pro del moviment obrer i en favor de l'acollida de xiquets desplaçats per la Guerra Civil espanyola. Perseguida pel franquisme, es veié obligada a exiliar-se a França, on fon internada en camps de refugiats. Anys després de la seua mort, en 2022, li fon restaurada la memòria històrica amb un espai memorial a Cornellà.

## Trajectòria

### Infància i joventut
Vicenta Agustín i Espert nasqué o bé el 1907 o bé el 1912, i també segons la discrepància entre les fonts, a Bunyol o a València. Essent ella ben xiqueta, la seua família emigrà cap a Catalunya i s'establí, en primer terme, a l'Hospitalet de Llobregat. Posteriorment, en 1918, arribaren a Cornellà i el seu pare, Vicenç Agustín i Rosell (1887-1995), hi establí en 1934 la primera impremta del municipi —que romangué activa fins al 1982.
Agustín i Espert fon escolaritzada durant un parell d'anys a l'escola Anselm Clavé del barri Centre en l'any de la seua obertura i, a onze anys, entrà a treballar a la fàbrica Rosés com a filadora. Passà per bona part de la indústria més rellevant de Cornellà, puix que després faenejà també com a operària en la fàbrica de vidre de Joan Giralt (ELSA), en la Pirelli i en la Siemens.

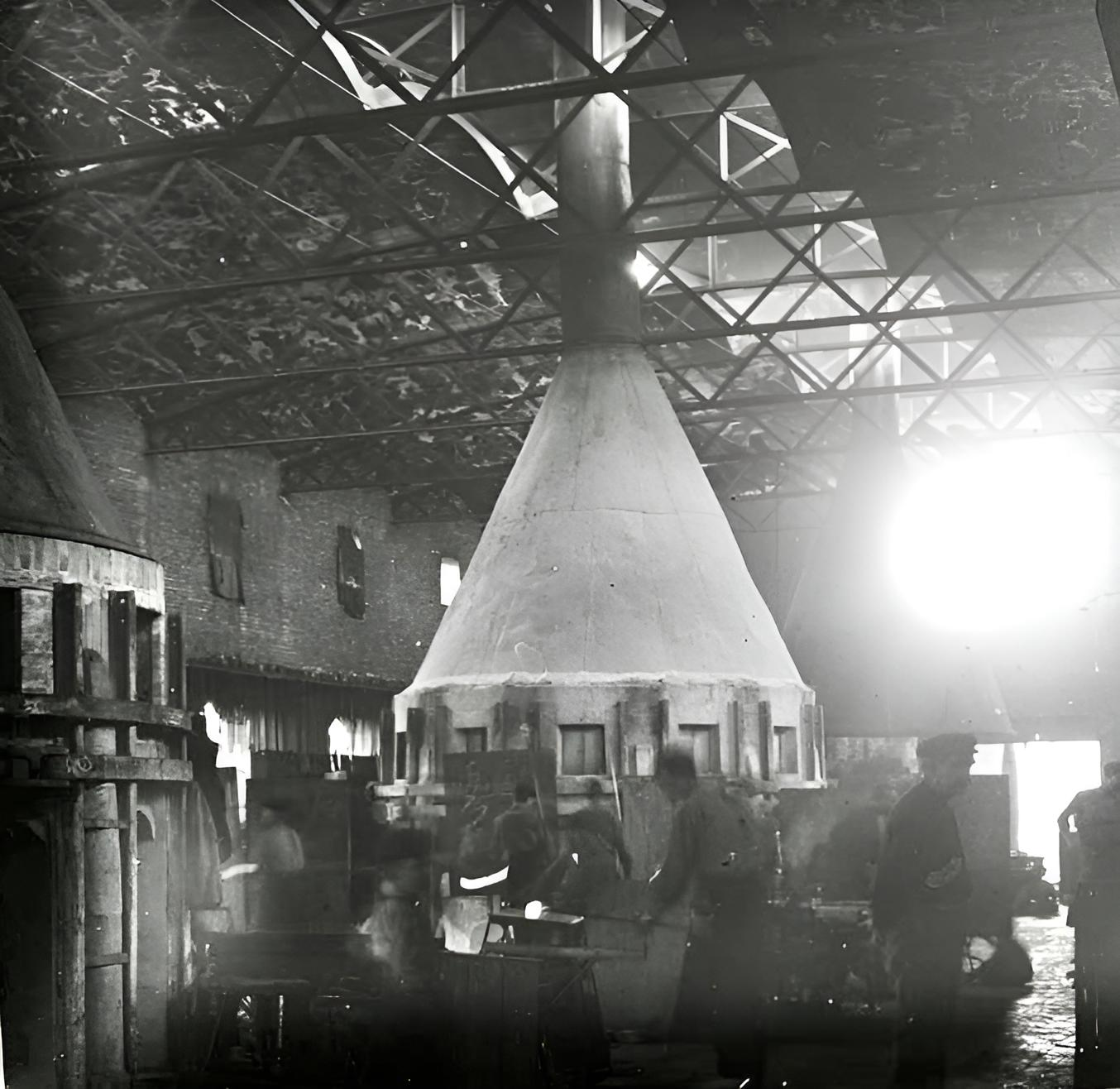
Forn de la fàbrica de vidre de Joan Giralt l'any 1917, on Vicenta Agustín i Espert va treballar durant uns anys.

### Implicació sociopolítica i exilis
El seu recorregut laboral en la indústria li modelà uns valors i una ideologia obrerista i pel clam dels drets de la dona treballadora. Amb l'esclat de la Guerra Civil espanyola, Agustín i Espert assumí, en la seua vintena d'edat, diverses tasques de militància social i política com la gerència de la llar d'infants per a quitxalla refugiada del conflicte bèl·lic. Dugué a terme eixa tasca en un local que l'Ajuntament cornellanenc havia decomissat prèviament, quan les monges no se'n pogueren fer càrrec. Gestionà eixa tasca amb la col·laboració tant de la Creu Roja, com del Socors Roig Internacional i personal mèdic local. A més a més, dirigí l'organització civil Dones Antifeixistes de Cornellà.
Amb els canvis en el consistori local l'abril del 1938, en el ple de maig acceptà el títol de consellera (regidora) de l'Ajuntament de Cornellà dedicada a la salut i als serveis socials en representació del Partit Socialista Unificat de Catalunya (PSUC). Açò feu que es tornara la primera dona que va ocupar este càrrec en la història de la ciutat. Hi romangué, primer, sota el mandat de Jaume Lloret i Bonada (també del PSUC) i, a partir del 17 novembre del 1938, durant dos mesos més amb el de Josep Berruezo i Lloret com a batlle de la Confederació Nacional del Treball (CNT). La seua participació com a consellera s'estroncà el gener de 1939, després que l'Ofensiva de Catalunya per part dels feixistes revoltats arribara fins al Baix Llobregat. Agustín i Espert fugí a l'exili de França i durant la Retirada fon internada en diversos camps de concentració francesos.

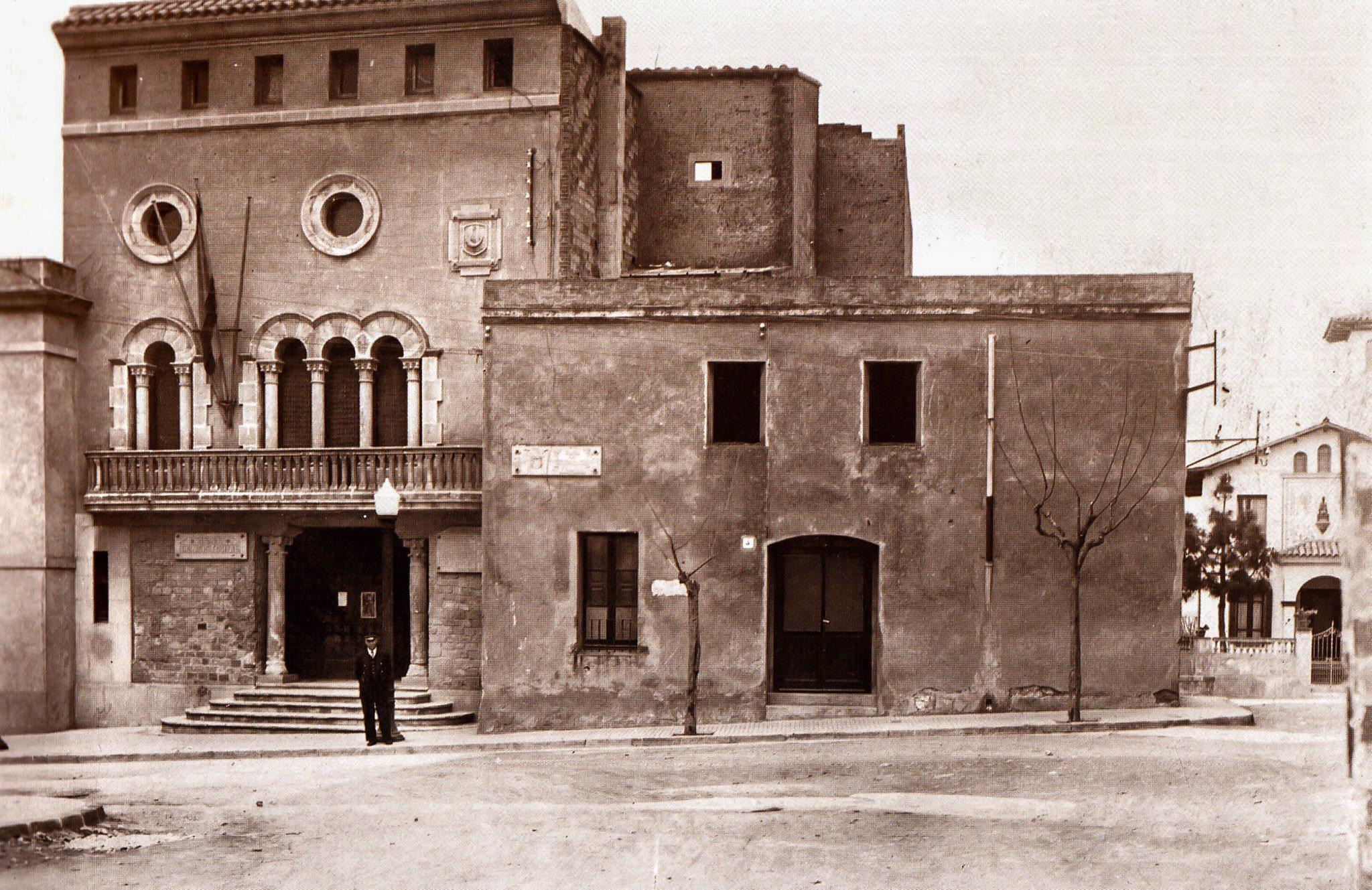
L'Ajuntament de Cornellà de Llobregat durant el segon terç del.

La seua implicació en el govern municipal republicà fon inclosa al ram separat (corresponent a Cornellà) de la causa general del franquisme en la província de Barcelona. Malgrat que pogué tornar a Catalunya en 1952, les circumstàncies repressives i la pobresa de l'autarquia en el franquisme l'obligaren a marxar novament a l'exili. Finalment, es pogué establir definitivament a Cornellà de Llobregat, sense que es publicara més documentació biogràfica sobre la resta de la seua vida i fins que morí en la mateixa ciutat l'any 2009.

## Reconeixement
El novembre de l'any 2017, davant d'una moció sobre memòria històrica en el ple municipal de Cornellà de Llobregat i la necessitat d'eliminar i afegir diversos noms en el nomenclàtor de la ciutat, la regidora no adscrita Maria Carmen López Álvarez proposà la inclusió de Vicenta Agustín i Espert entre les personalitats mereixedores d'un espai públic. Tanmateix, la seua esmena només fon votada per ella mateixa, amb posicionaments en contra del PP i del PSC i l'abstenció de la resta de grups (ERC, Cs, ICV i la coalició CEC-CUP).
Cinc anys més tard i transcorreguda més d'una dècada després de la mort d'Agustín i Espert, el febrer del 2022 el ple municipal de Cornellà de Llobregat aprovà finalment de restituir-ne la memòria històrica amb la creació d'un nou espai amb el seu nom a la via pública. La moció d'alcaldia rebé llavors la validació per unanimitat de tots els regidors del consistori. El 5 de novembre del mateix any s'inaugurà, amb presència institucional i dels seus descendents, la placeta de Vicenta Agustín i Espert a tocar del mas Can Maragall, al barri Centre. L'entorn commemoratiu es culminà amb una placa informativa sobre la seua figura, càrrec i vocació antifeixista.